# The Balancing Act
The Balancing Act - to debiutancki album amerykańskiego rapera Sadistika. Został wydany 7 maja 2008 roku. Gościnnie na płycie pojawiają się Mac Lethal i Vast Aire.

## Lista utworów
| Nr | Tytuł                               | Czas | Wykonawcy           |
| -- | ----------------------------------- | ---- | ------------------- |
| 1  | Dawn of the Dead                    | 3:41 | Sadistik            |
| 2  | Playing God                         | 3:05 | Sadistik            |
| 3  | Ashes to Ashley (feat. Mac Lethal)  | 5:10 | Sadistik Mac Lethal |
| 4  | Searching for Some Beautiful        | 3:16 | Sadistik            |
| 5  | Memento Mori                        | 4:34 | Sadistik            |
| 6  | Clockwork Grey (Interlude)          | 3:17 | Sadistik            |
| 7  | Absolution                          | 6:09 | Sadistik            |
| 8  | Murder of Crows                     | 5:17 | Sadistik            |
| 9  | Writes of Passage (Feat. Vast Aire) | 3:47 | Sadistik Vast Aire  |
| 10 | Angel Eyes                          | 5:04 | Sadistik            |
| 11 | November                            | 4:38 | Sadistik            |
| 12 | The Exception to Everything         | 8:04 | Sadistik            |